# روب ميلز
روب ميلز (بالإنجليزية: Rob Mills)‏ هو موسيقي أسترالي، ولد في 21 يونيو 1982 في ملبورن في أستراليا.

## وصلات خارجية
- الموقع الرسمي
- روب ميلز على موقع IMDb (الإنجليزية)
- روب ميلز على موقع ميوزك برينز (الإنجليزية)
- روب ميلز على موقع ديسكوغز (الإنجليزية)